# Грибошинское сельское поселение
Грибошинское сельское поселение — муниципальное образование в составе Лузского района Кировской области России, существовавшее в 2006—2012 годах.
Центр — посёлок Уга.

## История
Грибошинское сельское поселение образовано 1 января 2006 года согласно Закону Кировской области от 07.12.2004 № 284-ЗО.
Законом Кировской области от 28 апреля 2012 года № 141-ЗО Грибошинское сельское поселение было упразднено, все населённые пункты вошли в состав Папуловского сельского поселения.

## Состав
В состав поселения входили 34 населённых пункта:
| - посёлок Уга - деревня Андреева Гора - деревня Бабаевская - деревня Бурковская - деревня Вердюковская - деревня Годово - деревня Горка выставок - деревня Грибошино - деревня Грибошинский выставок - деревня Дресвище - деревня Егошинская - деревня Захаровская | - деревня Захаровский выставок - деревня Кикосовская - деревня Комельская - деревня Косково - деревня Лопотово - деревня Лухтаново - деревня Мысовская - деревня Мясовская - деревня Насоновская - деревня Никитинская - деревня Павлушинская | - деревня Пасхалинская - деревня Перевоз - деревня Пестовская - деревня Песчанка - деревня Романова Гора - деревня Спирина Гора - деревня Тереховская - деревня Тимошинская - деревня Ушкинская - деревня Ушкинский выставок - деревня Харитоново |